# Galium oreganum
Galium oreganum là một loài thực vật có hoa trong họ Thiến thảo. Loài này được Britton mô tả khoa học đầu tiên năm 1894.

## Hình ảnh

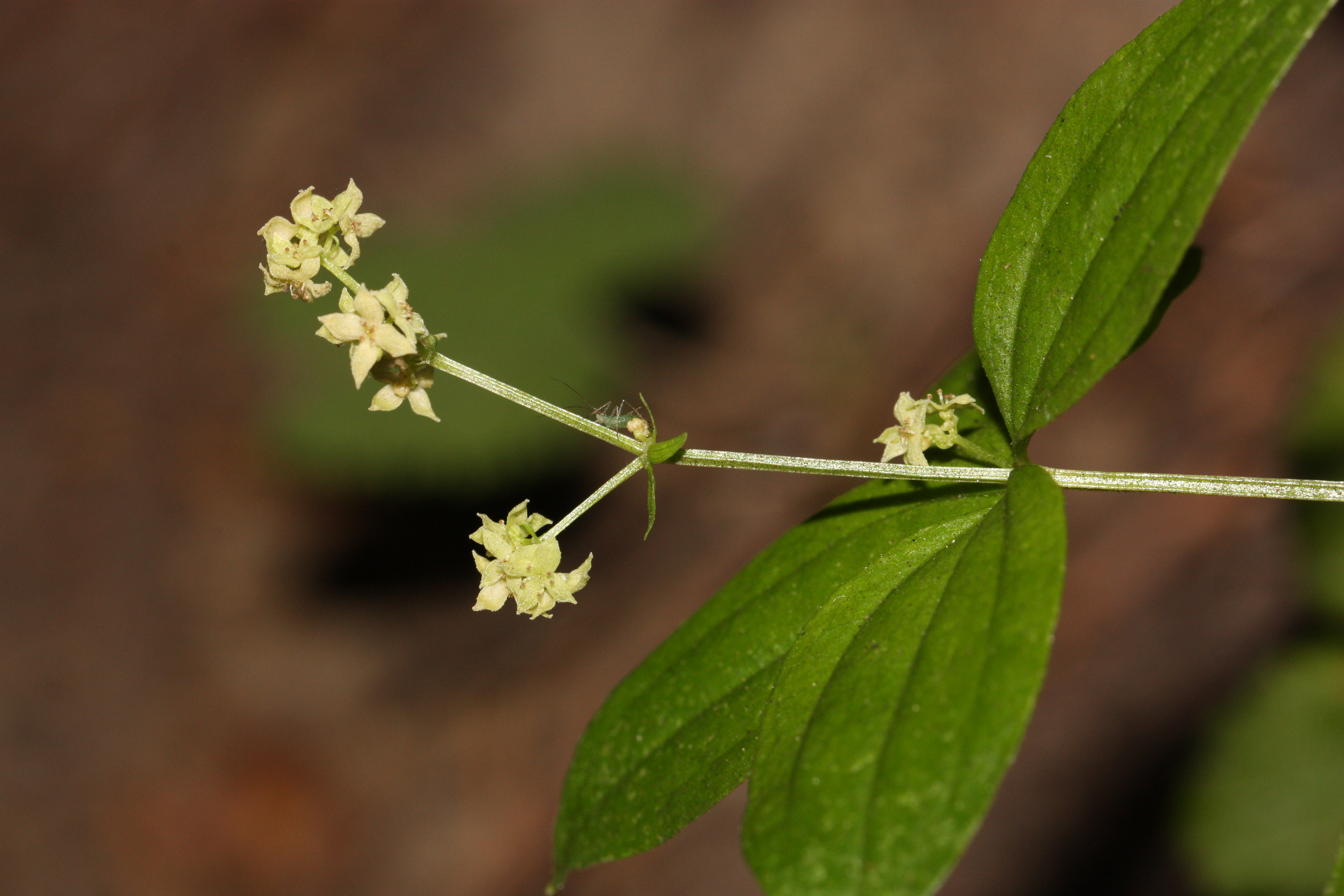
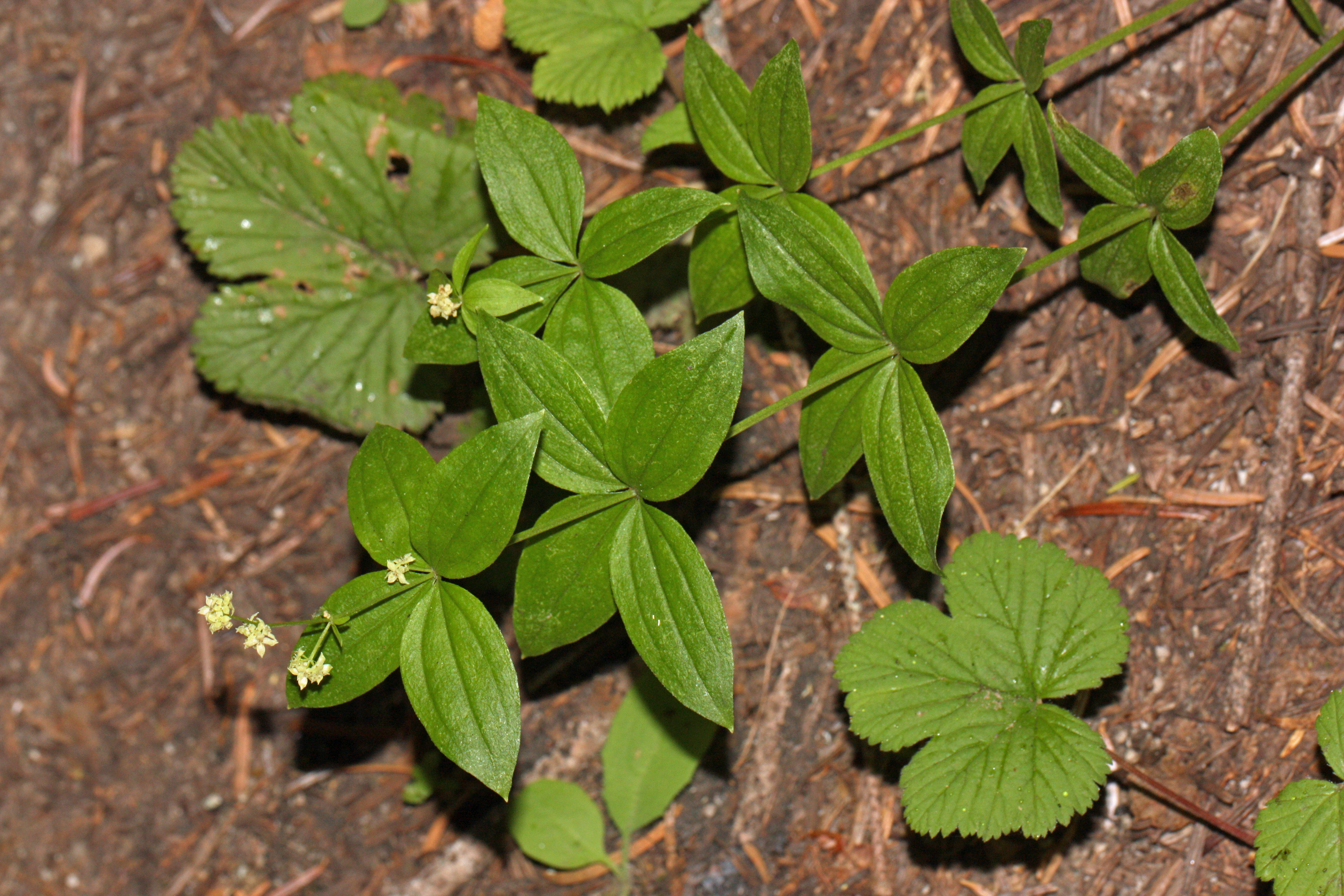
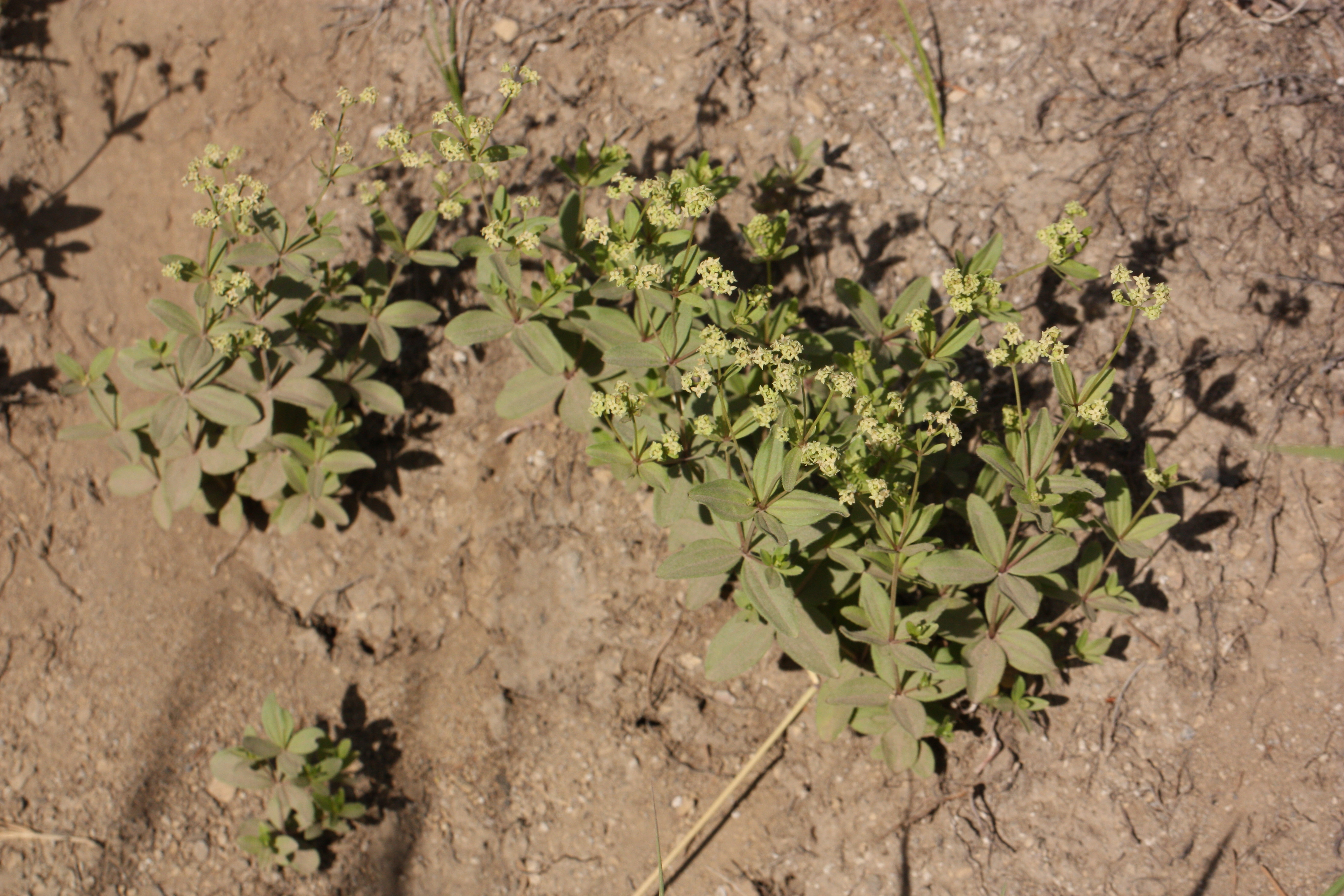